# Jag vet en väg som leder
Jag vet en väg som leder är en svensk psalm med text från 1894 av Hildur Elmers och musik av Anders Gustav Sjöblom. Texten bearbetades 1986.

## Publikation
- Psalmer och Sånger 1987 som nr 678 under rubriken "Att leva av tro - Efterföljd - helgelse".[2]
- Segertoner 1988 som nr 587 under rubriken "Att leva av tro - Helande till kropp och själ".[1]

### Fotnoter
1. 1 2  Heinerborg, Karl-Erik; Lennart Jernestrand (1988). Segertoner melodisångbok. Stockholm: Förlaget Filadelfia. Libris 911558
2. ↑   Psalmer och sånger. Örebro: Libris. 1987. Libris 7623713. ISBN 91-7214-134-4